# Nannobrachium gibbsi
Nannobrachium gibbsi är en fiskart som beskrevs av Zahuranec 2000. Nannobrachium gibbsi ingår i släktet Nannobrachium och familjen prickfiskar. IUCN kategoriserar arten globalt som livskraftig. Inga underarter finns listade i Catalogue of Life.